# Gilchrist Nguema
Gilchrist Nguema (ur. 7 sierpnia 1996 w Libreville) – gaboński piłkarz grający na pozycji prawego obrońcy. Od 2021 pozostaje bez klubu.

## Kariera klubowa
Swoją piłkarską karierę Nguema rozpoczął w 2014 roku w juniorach klubu Casa Pia AC. W sezonie 2015/2016 grał w czwartoligowym CF Os Villanovense. W sezonie 2016/2017 był piłkarzem trzecioligowego GD Tourizense, a w sezonie 2017/2018 – Sertanense FC. W 2018 roku grał w Benfice Macau. W 2019 roku wyjechał do Izraela, gdzie grał w drugoligowych Bene Sachnin (2019) i Maccabi Ahi Nazaret (2020-2021).
| Sezon   | Klub                | Kraj       | Rozgrywki       | Mecze | Gole |
| ------- | ------------------- | ---------- | --------------- | ----- | ---- |
| 2015/16 | CF Os Villanovense  | Portugalia | AF Guarda       | 6     | 1    |
| 2016/17 | GD Tourizense       | Portugalia | Segunda Divisão | 16    | 1    |
| 2017/18 | Sertanense FC       | Portugalia | Segunda Divisão | 0     | 0    |
| 2018    | Benfica Macau       | Makau      | Liga de Elite   | 18    | 4    |
| 2019/20 | Bene Sachnin        | Izrael     | Liga Leumit     | 18    | 1    |
| 2019/20 | Maccabi Ahi Nazaret | Izrael     | Liga Leumit     | 17    | 1    |
| 2020/21 | Maccabi Ahi Nazaret | Izrael     | Liga Leumit     | 22    | 1    |

## Kariera reprezentacyjna
W reprezentacji Gabonu Nguema zadebiutował 12 listopada 2020 w wygranym 2:1 meczu kwalifikacji do Pucharu Narodów Afryki 2021 z Gambią, rozegranym we Franceville. W 2022 roku został powołany do kadry na Puchar Narodów Afryki 2021. Na tym turnieju nie rozegrał żadnego meczu.